# Nymphoides
Nymphoides es un género con 50 especies de plantas de flor.
El nombre del género indica la semejanza con la planta acuática Nymphaea. Nymphoides son también plantas acuáticas con raíces sumergidas y hojas flotantes con flores pequeñas sobre la superficie. Las flores divididas en cinco lóbulos con los pétalos de color amarillo o blanco adornados con las laterales o cubiertos con pequeños pelillos. Las inflorescencias se encuentran en umbelas de flores o racimos lacios.

## Especies seleccionadas
Pantropical
- Nymphoides indica (L.) Kuntze

África
- Nymphoides bosseri A.Raynal
- Nymphoides brevipedicellata (Vatke) A.Raynal
- Nymphoides elegans A.Raynal
- Nymphoides ezannoi Berhaut
- Nymphoides forbesiana (Griseb.) Kuntze
- Nymphoides guineensis A.Raynal
- Nymphoides humilis A.Raynal
- Nymphoides milnei A.Raynal
- Nymphoides moratiana A.Raynal
- Nymphoides rautaneni (N.E.Br.) A.Raynal
- Nymphoides tenuissima A.Raynal
- Nymphoides thunbergiana (Griseb.) Kuntze

Norteamérica
- Nymphoides aquatica (J.F.Gmel.) Kuntze
- Nymphoides cordata (Elliott) Fernald
- Nymphoides peltata

Centro y Sudamérica
- Nymphoides fallax Ornduff
- Nymphoides flaccida L.B.Sm.
- Nymphoides grayana (Griseb.) Kuntze - trébol de agua[1]
- Nymphoides herzogii A.Galán & G.Navarro
- Nymphoides humboldtiana (Kunth) Kuntze
- Nymphoides microphylla (A.St.-Hil.) Kuntze
- Nymphoides verrucosa (R.E.Fr.) A.Galán & G.Navarro

Eurasia
- Nymphoides peltata (S.G.Gmel.) Kuntze

Asia
- Nymphoides coreana (H.Lév.) Hara
- Nymphoides hastata (Dop) Kerr
- Nymphoides hydrophylla (Lour.) Kuntze
- Nymphoides krishnakesara K.T.Joseph & Sivar.
- Nymphoides lungtanensis S.P.Li, T.H.Hsieh & C.C.Lin
- Nymphoides macrosperma Vasudevan
- Nymphoides siamensis (Ostenf.) Kerr
- Nymphoides sivarajanii K.T.Joseph
- Nymphoides tonkinensis (Dop) P.H.Ho

Asia y Australia
- Nymphoides aurantiaca (Dalzell) Kuntze
- Nymphoides parvifolia (Wall.) Kuntze

Australia
- Nymphoides beaglensis Aston
- Nymphoides crenata (F.Muell.) Kuntze
- Nymphoides disperma Aston
- Nymphoides elliptica Aston
- Nymphoides exigua (F.Muell.) Kuntze
- Nymphoides exiliflora (F.Muell.) Kuntze
- Nymphoides furculifolia Specht
- Nymphoides geminata (R.Br.) Kuntze
- Nymphoides hydrocharioides (F.Muell.) Kuntze
- Nymphoides montana Aston
- Nymphoides planosperma Aston
- Nymphoides quadriloba Aston
- Nymphoides simulans Aston
- Nymphoides spinulosperma Aston
- Nymphoides spongiosa Aston
- Nymphoides stygia (J.M.Black) H.Eichler
- Nymphoides subacuta Aston
- Nymphoides triangularis Aston